# ルガーノ-テッセレテ鉄道ABDe4/4形電車

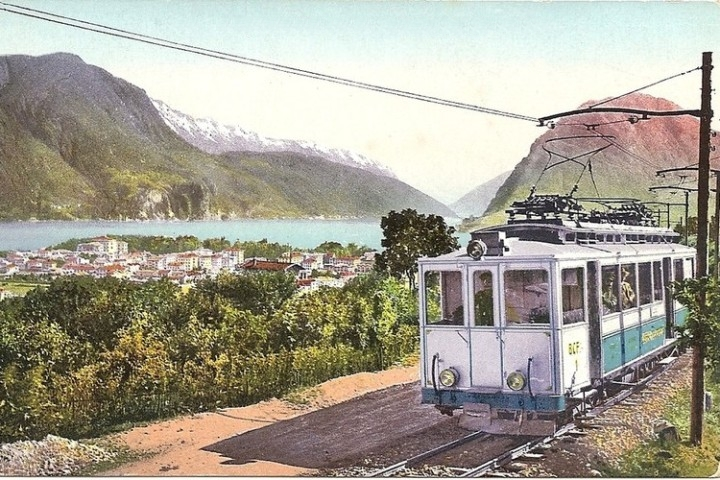
製造直後のBCFe4/4 1号機（後のABDe4/4 1号機）、1910年頃、彩色絵葉書

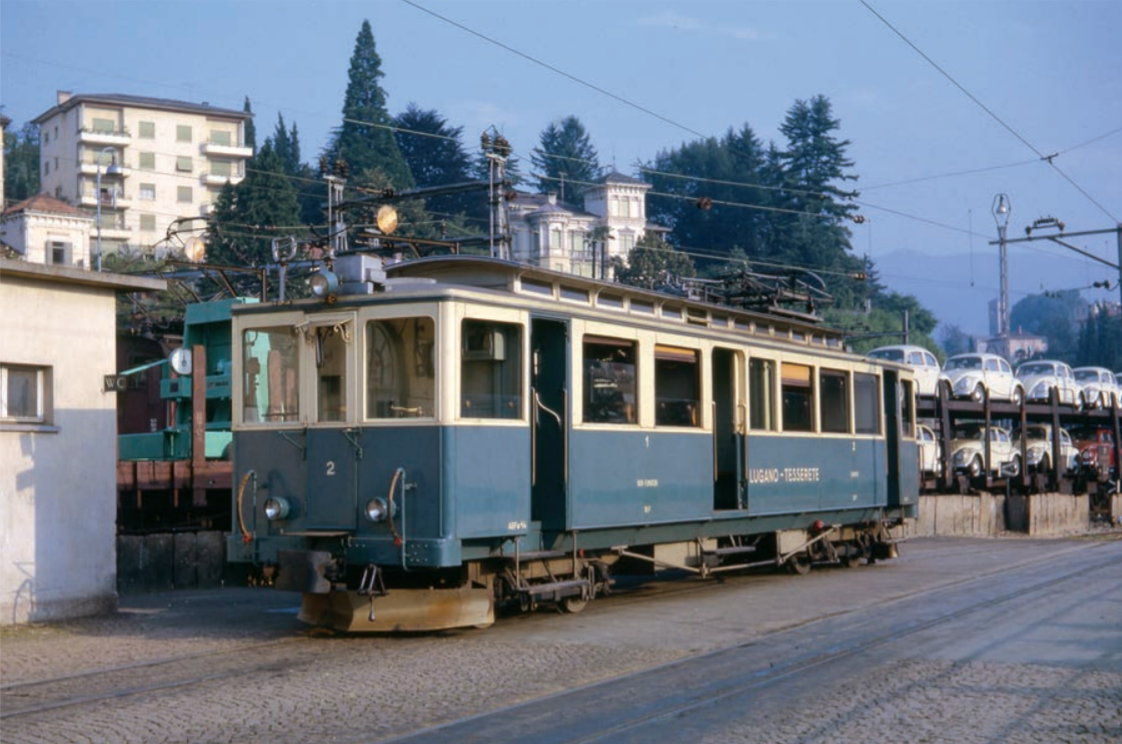
ABDe4/4 2号機、車体表記は1962年の称号改正前のABFe4/4 2のまま、ルガーノ駅、1963年

ルガーノ-テッセレテ鉄道ABDe4/4形電車(ルガーノ-テッセレテてつどうABDe4/4がたでんしゃ)は、スイス南部ティチーノ州のルガーノ近郊の鉄道であるルガーノ-テッセレテ鉄道（Ferrovia Lugano-Tesserete (LT)）で使用されていた1等・2等・荷物合造電車である。なお、本機はBCFe4/4形2等・3等・荷物合造電車として製造されたものであるが、その後1956、62年の称号改正を経てABDe4/4形となったものである。

## 概要
スイス南部、イタリア語圏内のティチーノ州のルガーノ湖北岸の都市ルガーノ近郊の私鉄であるルガーノ-テッセレテ鉄道は1909年の開業に際して電車3両、客車2両、貨車4両を総額183,500スイス・フランで用意し、その後1957年にかけてさらに客車5両、貨車3両を増備し、同時期に開業したルガーノ-ポンテ・トレーザ鉄道、ルガーノ市内線（ルガーノ湖畔のピアッツァ・マンツォーニでルガーノ-カドロ-ディノ鉄道に接続）が集結するスイス国鉄ゴッタルド線のルガーノSBB駅から北方へテッセレテ通り上の併用軌道もしくはそれに沿った専用軌道の路線でテッセレテまで7.8kmを旅客列車、貨物列車ともに電車が牽引をする方式で運行を開始している。この開業に際して用意された2等・3等・荷物合造電車が本項で述べるABDe4/4形であり、当初形式はBCFe4/4形として1909年に1-3号機の3両が用意され、その後スイスの鉄道における1956年の客室等級の1-3等の3段階から1-2等への2段階への統合と、これに伴う称号改正により2等室が1等室に、3等室が2等室となって形式記号もCからBに変更となって形式名がABFe4/4形となり、さらに1962年の称号改正により荷物室の形式記号がFからDに変更となったため、形式名がABDe4/4形となって1967年の路線廃止まで3両とも唯一の動力車として運行されていた。なお、実際の称号改正は鉄道によってはこの通りでない場合もあり、本形式も現車の称号改正時期の詳細は不明で、1965年時点でもABFe4/4形の車体表記の機体もあった一方で、路線廃止時点では客室を全室2等室としてBDe4/4形となっていたとする資料もある。本形式は当時のスイス私鉄用電車の標準的スタイルに準じているが、路面電車を除くスイスの電車としては他にほとんど事例の見られないダブルルーフの屋根が特徴となっており、製造は車体、台車、機械部分をSWSが、主電動機、電気機器はAliothが担当している。各機体の機番と製造年、製造所は以下の通り
- 1 - 1909年 - SWS/Alioth
- 2 - 1909年 - SWS/Alioth
- 3 - 1909年 - SWS/Alioth

## 仕様

### 車体・走行機器
- 車体構造は1900-30年代の私鉄車両では標準であった木鉄合造構造で、台枠は鋼材リベット組立式でトラス棒付となっており、その上に木製の車体骨組および屋根を載せて前面および側面外板は鋼板を木ねじ止めとしたものとし、屋根、床および内装は木製としている。
- 台枠は型鋼組立式で、側梁を前後9000mm間隔の枕梁間には左右1950mm間隔で、端梁-枕梁間にはその一段内側に配置し、その間に中梁と横梁を渡した低床式路面電車と同様の構造となっているが、前後端の運転室・デッキ部と中央の客室の間に段差の無い構造となっている。車体は両運転台式で、側面下部にはごくわずかに裾絞りが付き、前後乗降口には乗降扉が設置されずにオープンデッキとなっているほか、屋根はダブルルーフで、幅1400mmの二重屋根部の側面、妻面と客室間の仕切壁が擦りガラスの明り取り窓となっているのが特徴である。また、窓下および窓枠、車体裾部に型帯が入るほか、窓類は下部左右隅部R無、上部左右隅部がわずかにR付きの形態となっている。
- 正面は平面構成の3枚折妻形態で、中央の貫通扉の左右に正面窓があり、正面下部左右と上部屋根中央部に外付式の丸形前照灯が配置されるものであるが、1900-1920年代のスイス私鉄電車の標準スタイルと比較して、正面上部が直線である、正面窓が大きい、窓上部のRが小さいなどの特徴があるものとなっている。連結器は台枠取付のねじ式連結器の緩衝器が中央一箇所でフックとリンクがその左右に配置されるタイプで、その下部に小型のスノープラウが設置されている。運転室は当時のスイスの電車で標準的な立って運転する形態で、正面中央の貫通扉の左側に力行および電気ブレーキ用の大形のマスターコントローラーが、右側にブレーキハンドルおよび手ブレーキハンドルが設置されており、運転士は状況に応じてデッキ内を移動しながら運転を行う。
- 車体内は後位側から運転室、オープン式の乗降デッキ、禁煙1等室（称号改正前の2等室）、荷物室、禁煙2等室、喫煙2等室（いずれも称号改正前の3等室）乗降デッキ、運転室の配列となっており、側面は窓扉配置1D2D13D1（運転室-乗降デッキ-1等室窓-荷物室扉-荷物室窓-2等室窓-乗降デッキ-運転室窓）となっている。乗降デッキは各395mmのステップ2段付きで客室との扉は片開戸、荷物室扉は片引戸でステップ1段付きで床面高さは940mmとなっており、側面窓は高さ885mmの下落とし窓で幅の広い大型のものとなっている。また、屋根上は前後の台車上部に大型のビューゲル計2基が、中央部にヒューズが、前後端部に開閉器箱が設置されている。
- 客室は1等室、2等室とも2+2列の4人掛けの固定式クロスシートを配置しており、座席定員は禁煙1等室が16名、禁煙・喫煙2等室がそれぞれ16名、8名の計60名となっている。座席は1等室のものがクッション付のヘッドレストと肘掛付のもの、2等室のものはヘッドレストの無い木製ニス塗りのベンチシートで、いずれも座席上部に枕木方向に荷棚が設置されており、1等室のものは金属枠に網付、2等室のものは木製簀状のものとなっている。室内天井は白で中央部には1ボックス当たり1箇所白熱灯式室内灯が装備され、側壁面は木製ニス塗りとなっている。
- 塗装
  - 製造時の車体塗装は白色をベースに車体腰板周縁部などを水色とし、唐草模様の飾りが入るもので、側面下部中央に「LUGANO - TESSERETE」の、各室ごとに客室等級と禁煙・喫煙・荷物室の区別および座席定員が、両端部に形式名機番がそれぞれ飾り文字で入っている。なお、車体台枠、床下機器と台車は黒、屋根および屋根上機器はグレーである。
  - その後車体下半部が明るいブルーグレー、上半部が白に近いクリーム色、で車体下半部の帯板部に青帯が入るものに変更され、標記類は影付き文字となっている。さらにその後1955年頃に帯板部の青帯と腰板周縁部の飾りが省略されてブルーグレー一色となり、車体標記は側面下部中央に「Lugano - Tesserete」、側面窓下もしくは乗降口横に客室等級禁煙・喫煙の表記、車体端下部に形式名と機番が入れられるものとなったが、車体表記も機体によって差異があるものとなっている。
- 制御装置はAlioth製の直接制御式抵抗制御のものを搭載しており、定格電圧500V、出力33kWの主電動機を2台永久並列とし、これを直列5段、並列4段で制御して定格出力132kWの性能と40km/hの最高速度を発揮するほか、電気ブレーキとして5段の発電ブレーキを装備している。なお、本形式は基本的には単行で運行されるが、重連総括制御機能を持たないため、重連時には協調運転で運行される。また、ブレーキ装置は制御装置による発電ブレーキのほか、真空ブレーキと手ブレーキを装備し、基礎ブレーキ装置として片押し式の踏面ブレーキが装備される。
- 台車はSWS製の鋼材組立て式の当時の標準的な構造のもので、主電動機を台車枠の車軸内側に吊掛式に装荷しており、枕ばねは重ね板ばね、軸ばねはコイルばねとなっており、牽引力は球面式の心皿を介して伝達される。

### 改造
- 本形式は製造後いくつかの改造がされているが、走行機器関連では、集電装置がビューゲル2基から菱型のパンタグラフ2基に交換され、その後に片側が撤去されて1、2号機が前位側、3号機が後位側のみの装備となっている。また、1932年にはBCFe4/4 3号機が主電動機を33kWのものから60kWのものに換装して定格出力を240kWに増強しており、その後1号機が同じく70kWの主電動機に換装し、それぞれ主抵抗器が増強・大型化されて床下から屋根上に移設されているほか、1号機は屋根端部の開閉器箱が撤去されている。
- また、客車への電気暖房の装備に伴い、前後の屋根端部に暖房引き通し用電気連結器のシューとコンタクタが装備されている。
- このほか、外観上では排障器がスノープラウが若干大型のものに変更されているほか、正面貫通扉上部に、他にもスイスの路面電車で事例が見られる形態の小さい庇の設置、1号機のみ運転室左側側面窓にバックミラーの装備がなされている。

### 主要諸元
- 軌間：1000mm
- 電気方式：DC1000V 架空線式
- 最大寸法：全長15110mm、全幅2700mm、車体幅2600mm、屋根高3540mm
- 軸配置：Bo'Bo'
- 軸距：2000mm
- 台車中心間距離：9000mm
- 車輪径：800mm
- 重量：22t
- 定員：1等16名、2等24名
- 走行装置
  - 主制御装置：抵抗制御
  - 主電動機：直流直巻整流子電動機×4台
  - 定格出力
    - 4×33kW（製造時）
    - 4×60kW（3号機 - 1932年以降）
    - 4×70kW（1号機 - 最終時）
- 最高速度：40km/h
- ブレーキ装置：真空ブレーキ、手ブレーキ、発電ブレーキ

## 運行・廃車

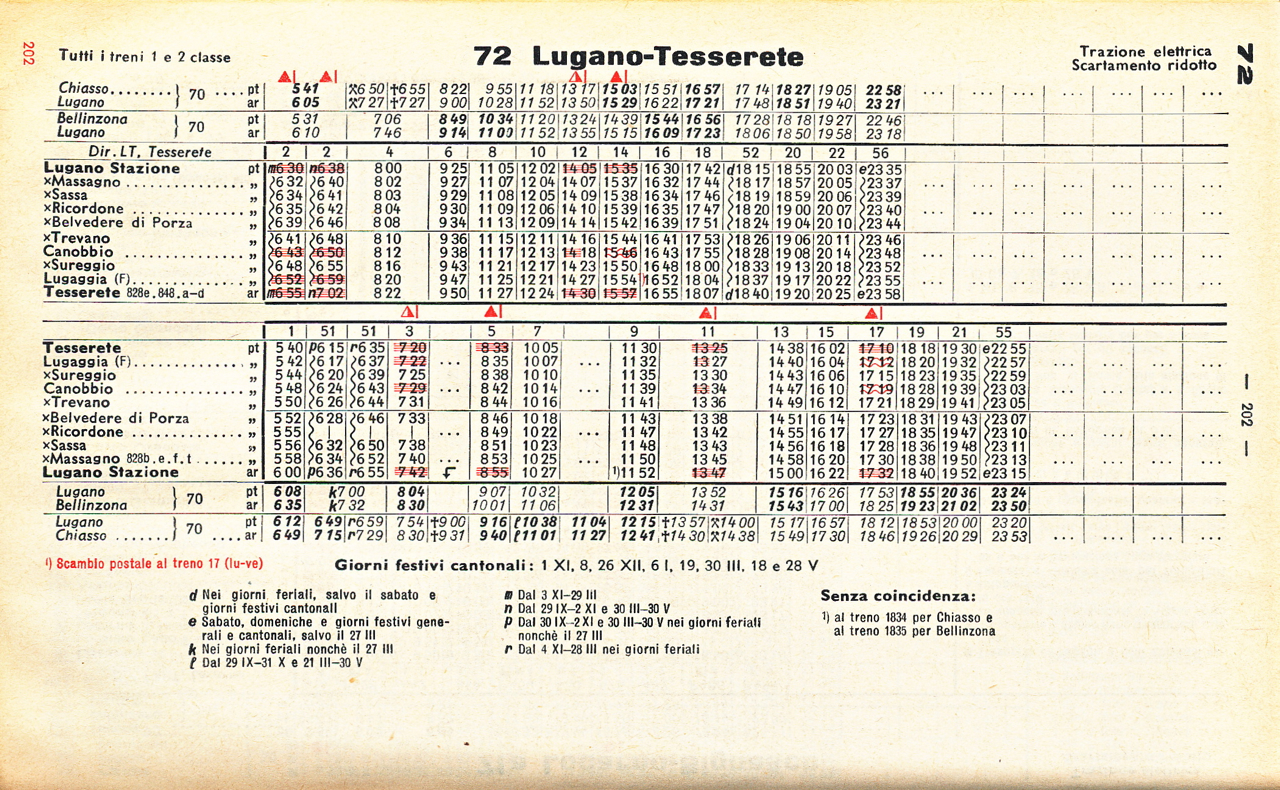
ルガーノ-テッセレテ鉄道の1963-64年冬ダイヤの時刻表

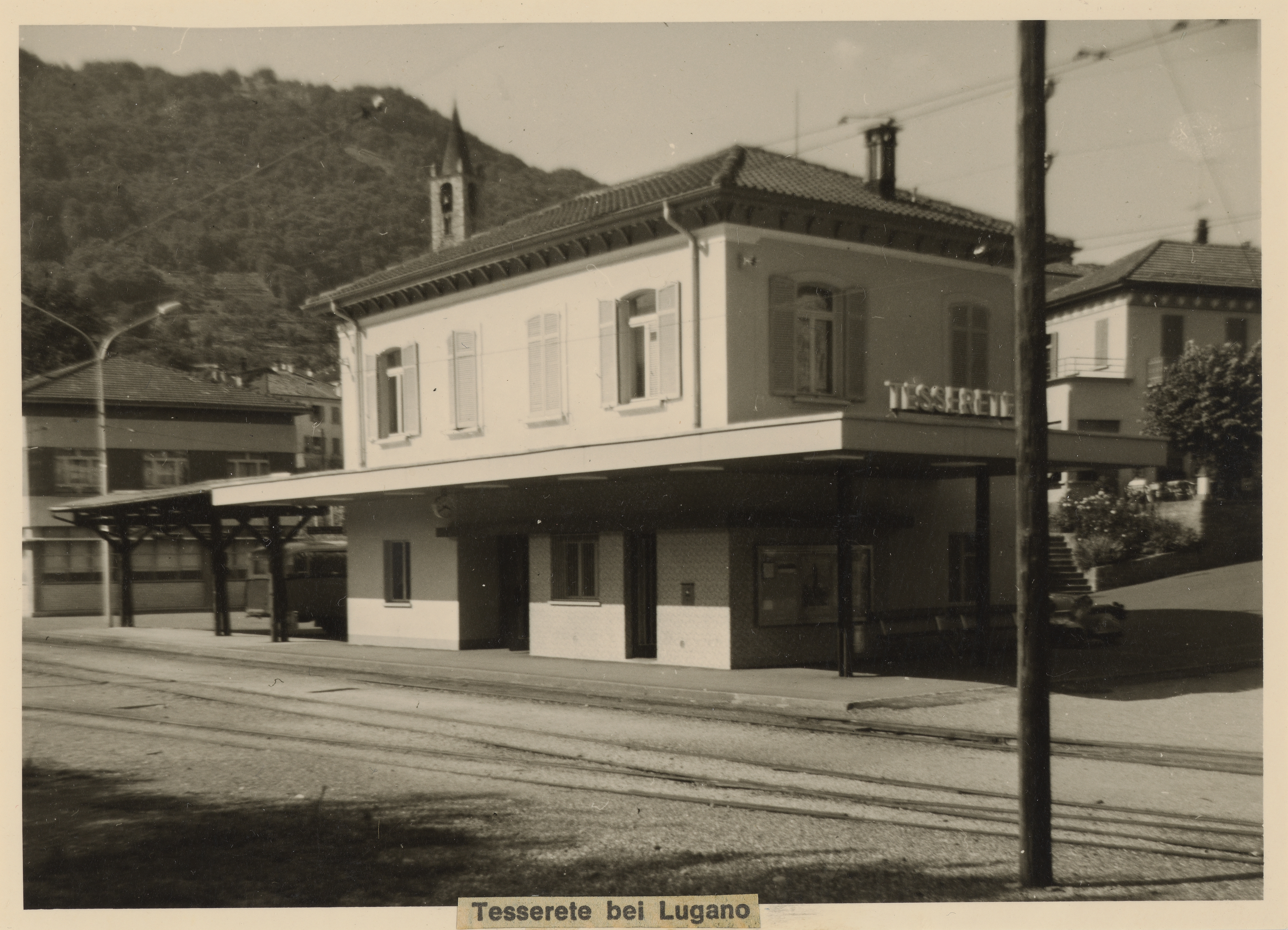
ルガーノ-テッセレテ鉄道のテッセレテ駅、1960年頃

- ルガーノ-テッセレテ鉄道はスイス国鉄の主要幹線であるゴッタルド線のゴッタルドトンネルを抜けたアルプス山脈の南側、ティチーノ州のルガーノ湖畔の街ルガーノ近郊の私鉄路線であり、スイス国鉄のルガーノSBB駅の東側に設けられた標高335mのルガーノ駅から市街を抜けて北方へディーノ川のカッサーレーテの谷の右岸をテッセレテ通りに沿って遡り、途中カッサーレーテの谷から分かれたテッセレテ川添いに進んだ、標高516mのテッセレテまでの全長7.8km（うち併用軌道もしくは道路併設軌道3.8km）、軌間1000mm、最急勾配60パーミルの路線であった。また、カッサーレーテの谷は古い時代には洪水が多発していたことから集落が谷の斜面に発達したため、谷の対岸の左岸側にも同鉄道と約1kmの間隔で並行して、ほぼ同距離の私鉄であるルガーノ-カドロ-ディノ鉄道が運行をしていた。なお、このルガーノ-カドロ-ディノ鉄道の起点はルガーノSBB駅ではなくルガーノ市街地で湖の水運およびルガーノ市内線に連絡するピアッツァ・マンツォーニであったほか、ルガーノSBB駅から西方へは同じく1000mm軌間のルガーノ-ポンテ・トレーザ鉄道が運行しており、同鉄道とルガーノ-テッセレテ鉄道はルガーノ駅[10]で軌道が接続しており、貨車の融通・直通が行われていた。
- 1909年7月28日に運行を開始したルガーノ-テッセレテ鉄道はテッセレテまで途中9駅を設け、ルガーノに留置線、テッセレテには車庫と工場を併設していたが、終点のテッセレテを含め沿線はルガーノ近郊の集落で大きな街はなく、ルガーノへの通勤、通学客の近郊輸送を中心に観光客の輸送もあり、年々旅客輸送量も伸びてはいたが列車は終始本形式3両の単行もしくは数両の客車を牽引する列車で十分な規模で、貨物輸送も終始低調であった。開業時には本形式のほか、以下のとおり客車と貨車が用意されていたが、いずれも2軸の小型車であった。
  - 客車：C2 11、BC2 12（1925年にC2 12に改造）
  - 有蓋車：K2 21、K2 22
  - 無蓋車：L2 31、L2 32（1951年にM241に改造[11]）
- その後輸送量の増加とともに、中古の客車を中心に機材の増備を行なって運用していたが、1948年SIG[12]製の初期の軽量客車であるC4 15を導入しているのが特徴である。また、制御客車は導入されず、終端駅では機回し線を使って本形式を列車の先頭へ連結しなおしていた。なお、増備された客車および貨車は以下のとおり。
  - 客車：C2 13およびC2 14（1926、27年にモントルー・オーベルラン・ベルノワ鉄道[13]より購入）、C4 15、C2 16およびC2 17（1957年にゾロトゥルン-ツォリコーフェン-ベルン鉄道[14]より購入）
  - 長物車：S2 51、S2 52
  - 架線作業車：X2 61
- 旅客列車は1934/35年のダイヤでは通常9往復のほか、日曜/休日の夜に1往復、ルガーノ市街でのマーケット開催日の午前と平日夕方にそれぞれルガーノ発の0.5往復ずつが設定され、1965年ダイヤでは通常11往復（一部列車は曜日により時刻変更あり）、土曜/日曜/祝日の夜間と、夏季の日曜/祝日の深夜に1往復ずつ、平日/土曜日（祝日除く）の夕方にルガーノ発の0.5往復が全列車各駅停車、所要時間約22分で設定されており、輸送人員は1935年で265505人、1966年で451208人、貨物輸送量は両年とも1295tであった。
- ルガーノ-テッセレテ鉄道は開業以来機材、設備ともに大きな更新をせずに運行を続けてきたが、1960年代になっていずれも老朽化が目立つようになり、特に橋梁の橋脚の強度が問題となり、1967年5月27日に全線廃止となっている。これにより、ABDe4/4形は1号機がティチーノ州地域鉄道[15]へ譲渡されたが実際の運行には使用されず解体されているほか、2、3号機は譲渡等はなくそのまま1968年に解体されている。なお、1号機と同様にティチーノ州地域鉄道へ譲渡されたB4 15号車（旧C415号車）はA4 130号車となり、1991年にはアルプス山麓鉄道[16]に転属となって現在も運行されており、K 21、K 22号車（旧K2 21、22号車）がルガーノ-ポンテ・トレーザ鉄道に譲渡されて1977年まで運行されているほか、ルガーノ駅とテッセレテ駅および一部の駅はバスターミナルもしくはバス停として使用され、テッセレテの車庫はバス車庫に転用されて現存している。